# IG Autorinnen Autoren
Die Interessengemeinschaft Autorinnen Autoren wurde 1971 unter dem ursprünglichen Namen IG Autoren als gemeinsame Verhandlungsdelegation aller österreichischen Schriftstellerverbände gegründet. 1981 wurde die IG Autorinnen Autoren als eigenständige Organisation und Dachverband mit rund 70 Mitgliederverbänden neu aufgebaut. Sie hat ihren Sitz im Literaturhaus Wien.
Als Zielsetzung gelten die Förderung und Wahrung der beruflichen, rechtlichen und sozialen Interessen der österreichischen Schriftsteller, die soziale und rechtliche Beratung, Rechtsschutz in vertraglichen Angelegenheiten und in Fällen von Zensur, Initiativen auf den Gebieten des Steuer-, Sozial- und Urheberrechts sowie die berufspolitische Vertretung all dieser Interessen, außerdem Gemeinschaftsausstellungen österreichischer Kultur- und Autorenverlage auf internationalen Buchmessen.

## Geschichte
Die damalige IG Autoren ergriff anlässlich des ersten österreichischen Schriftstellerkongresses 1981 unter dem Titel Die Freiheit zu sehen wo man bleibt die Gelegenheit, die Anliegen der Autoren in Österreich als zentrale kulturpolitische Anliegen zu formulieren. In den Folgejahren entstanden erhebliche Verbesserungen der wirtschaftlichen Lage von Schriftstellern, unter anderem durch die Bibliothekstantieme und eine Vielzahl von Förderungen und Stipendien für das literarische Schaffen. Auch die Menschenrechte wurden und werden von der IG thematisiert, indem sie immer wieder Unterschriftenaktionen und Petitionen für bedrohte Kollegen unterstützt und verbreitet.
Zum Welttag des Buches am 23. April 2008 gründete die IG Autorinnen Autoren gemeinsam mit dem Verband deutscher Schriftstellerinnen und Schriftsteller, dem Bundesverband junger Autoren und Autorinnen und Autorinnen und Autoren der Schweiz das Aktionsbündnis für faire Verlage.
Die IG gibt fallweise Autorenhandbücher sowie vierteljährlich die Autoreninformationszeitschrift Autorensolidarität heraus. Präsidentin ist Renate Welsh, Vizepräsidenten sind Peter Turrini und Anna Mitgutsch, Geschäftsführer ist Gerhard Ruiss; alle Genannten wurden auf der Generalversammlung 2023 wiedergewählt.
Voraussetzung für eine persönliche Mitgliedschaft ist schriftstellerische Tätigkeit und Veröffentlichungstätigkeit. Die Mitgliedschaft ist kostenlos. Unabhängig von der Mitgliedschaft sind alle österreichischen Autoren berechtigt, sich mit berufsspezifischen Fragen an die IG zu wenden.
Am 13. Jänner 1988 wurde bei der Vereinspolizei in Innsbruck der Verein IG Autoren Tirol mit den gleichen Statuten wie diejenigen der IG Autoren Österreich angemeldet.
Sinn dieser regionalen Dependance ist eine Betreuung von Autoren bei unerwarteten Ereignissen und Gerichtsverfahren vor Ort. Mitglieder sind Autoren der IG mit Wohnsitz in Tirol.
Auslösendes Gründungsereignis war 1988 ein Prozess über die Freiheit der Kunst am Fallbeispiel Helmuth Schönauer und dessen Erzählung Pontlatz. Im Verfahren wurde der Autor am Landes- und Oberlandesgericht Innsbruck freigesprochen.
Erster Präsident der IG Autoren Tirol (IGAT) war Walter Klier.
„Aus Protest gegen das ÖVP-FPÖ-Bündnis in Niederösterreich werden Vertreter der IG Autorinnen Autoren an keinen Repräsentationsveranstaltungen des Landes mehr teilnehmen, solange das Abkommen gilt“, meldete der ORF Anfang April 2023.
„Die IG Autorinnen Autoren fordert einen generellen Stopp von Programmen wie ChatGPT, bis gesetzliche Regelungen für deren urheberrechtskonforme Nutzung gefunden werden.“
2023 forderte die IG Autorinnen Autoren in einem offenen Brief an die Landeshauptleute von Ober- und Niederösterreich, Kärnten, Salzburg und dem Burgenland Änderungen der jeweiligen Landeshymnen, weil diese historisch belastet seien.